# Камчатская бурозубка
Камчатская бурозубка (лат. Sorex camtschatica) — вид из рода бурозубки семейства землеройковые.

## Научная классификация
Вид впервые описан по экземпляру из сборов В. Г. Воронова в 1972 году. Изначально считался подвидом масковой бурозубки (лат. Sorex cinereus).

## Распространение
Камчатская бурозубка обитает в Северо-Восточной Сибири, в верховье реки Омолон (долина реки Кегали), а также на Камчатке (залив Камбальный, озеро Ажабачье, окрестности Мильково).
Населяют приречные кустарниковые заросли.

## Внешний вид
Животное небольших размеров. Средняя длина тела — 57 мм (не более 66 мм), максимальная длина хвоста — 54 мм (в среднем — 79 % от длины тела). Средний вес взрослой особи — 5 г. Окраска спины землисто-серая, бока светлее, с примесью коричневых и плевых тонов. Брюхо светло-серое. Для вида характерна сильно удлинённая задняя ступня. У большой ступни хорошо выражена щётка упругих щетинистых волос, обрамляющих ступню, как у куторы. Кондило-базальная длина черепа больше, чем у землероек с Чукотского полуострова.

## Образ жизни и размножение
Биология вида изучена слабо. Период размножения длится с апреля по сентябрь. В год самка даёт до трёх помётов. В помёте по 5—11 детёнышей.